# Franz Böheim

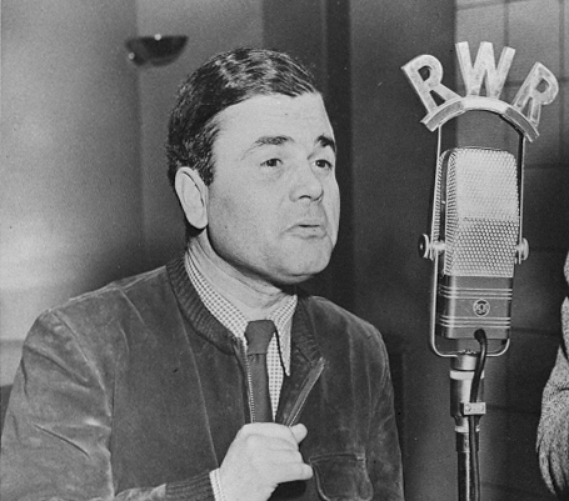
Böheim im Wiener Studio des Senders Rot-Weiß-Rot (1952)

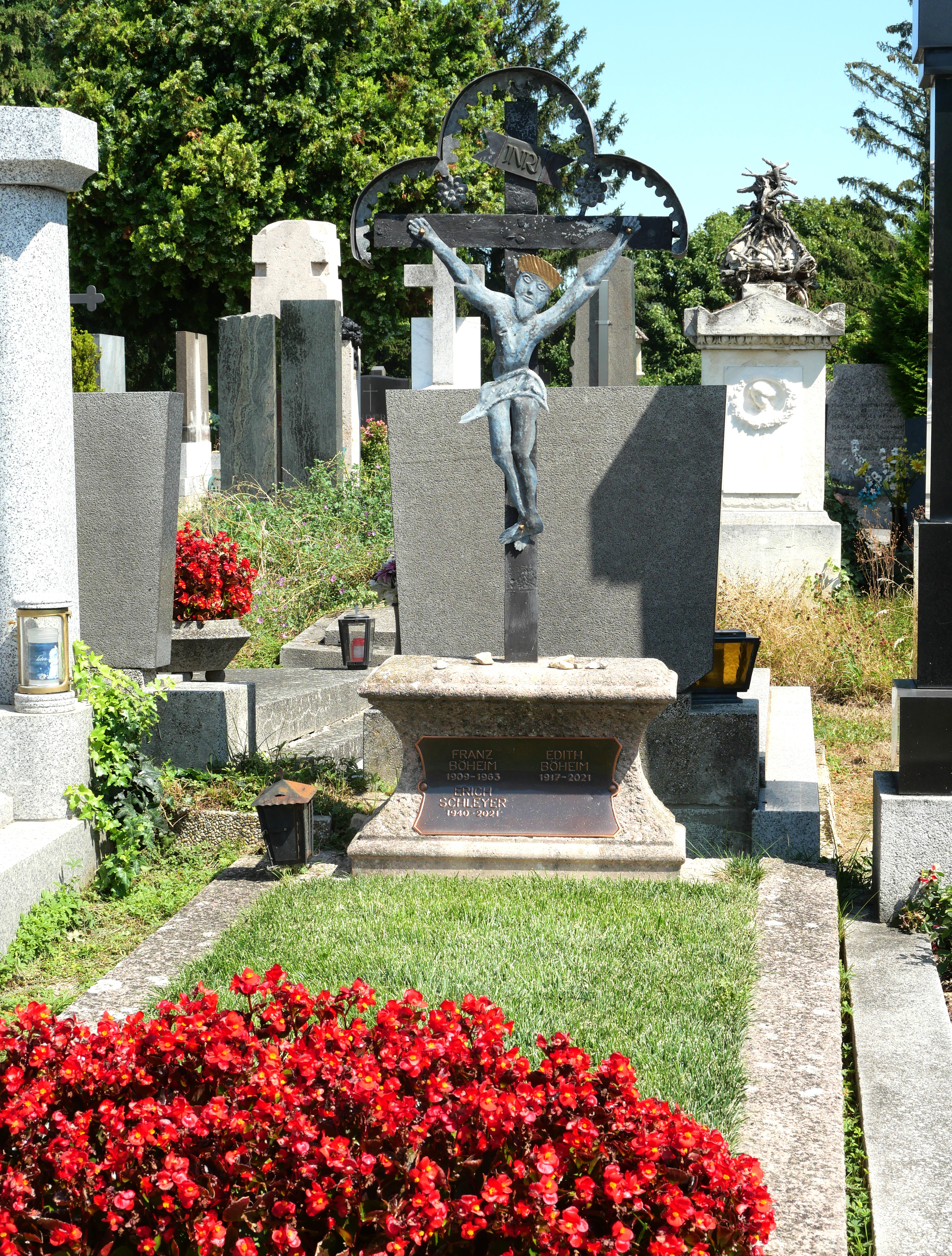
Grabstätte von Franz Böheim

Franz Böheim (* 24. Juni 1909 in Wien; † 24. März 1963 ebenda; gebürtig Franz Böhm) war ein österreichischer Schauspieler.

## Leben
Er studierte nach der Matura Germanistik und Theaterwissenschaft an der Universität Wien und an der Akademie für Musik und darstellende Kunst. Ab 1928 spielte er am Wiener Volkstheater, 1938 bis 1953 am Theater in der Josefstadt und ab 1953 an der Volksoper. Er trat auch im Wiener Kabarett ABC auf.
1951 wirkte er bei den Salzburger Festspielen mit, seit 1955 arbeitete er am Wiener Burgtheater, seit 1959 erneut an der Volksoper in Wien. Franz Böheim übernahm daneben kleinere Rollen in deutschen und österreichischen Filmproduktionen. Seine jüngeren Brüder Carlo Böhm und Alfred Böhm waren ebenfalls erfolgreiche Schauspieler.
Franz Böheim starb in seiner Wohnung infolge eines Herzinfarkts, sein Grab befindet sich auf dem Grinzinger Friedhof in Wien (Gruppe 3, Nummer 5).

## Filmografie
- 1936: Lumpacivagabundus
- 1937: Ich möcht’ so gern mit Dir allein sein (Millionäre)
- 1939: Unsterblicher Walzer
- 1939: Anton der Letzte
- 1939: Ein Bombengeschäft
- 1940: Der liebe Augustin
- 1941: So gefällst Du mir
- 1941: Dreimal Hochzeit
- 1942: Brüderlein fein
- 1943: Späte Liebe
- 1943: Schwarz auf weiß
- 1943/47: Am Ende der Welt
- 1944: In flagranti
- 1944: Schrammeln
- 1944: Die goldene Fessel
- 1944: Das Herz muß schweigen
- 1944/46: Die Fledermaus
- 1946: Der weite Weg
- 1947: Seine einzige Liebe
- 1948: Der Prozeß
- 1948: Gottes Engel sind überall
- 1948: Der himmlische Walzer
- 1949: Vagabunden
- 1949: Höllische Liebe
- 1949: Mein Freund Leopold (Mein Freund, der nicht nein sagen kann)
- 1950: Der Seelenbräu
- 1951: Der Teufel führt Regie
- 1951: Entführung ins Glück (The Wonder Kid)
- 1951: Wien tanzt
- 1952: Abenteuer in Wien
- 1952: Hannerl
- 1953: Die Todesarena
- 1953: Der Feldherrnhügel
- 1953: Hab’ ich nur Deine Liebe
- 1954: Ein Haus voll Liebe
- 1955: An der schönen blauen Donau
- 1955: Ja, so ist das mit der Liebe (Ehesanatorium)
- 1955: Mozart
- 1955: Sissi
- 1956: …und wer küßt mich? (Ein Herz und eine Seele)
- 1956: Sissi, die junge Kaiserin
- 1956: K. u. K. Feldmarschall
- 1956: Die Fledermaus (TV)
- 1957: Ober, zahlen!
- 1957: Scherben bringen Glück
- 1957: Die Lindenwirtin vom Donaustrand
- 1958: Eva küßt nur Direktoren
- 1958: Der veruntreute Himmel
- 1960: Der brave Soldat Schwejk
- 1960: Das Spiel vom lieben Augustin (TV)
- 1961: Der gutmütige Teufel oder Die Geschichte vom Bauern und der Bäuerin (TV)
- 1961: Kleines Bezirksgericht (TV)
- 1961: Paganini (TV)
- 1961: Der Bauer als Millionär
- 1961: Der Färber und sein Zwillingsbruder (TV)
- 1962: Don Pasquale (TV)
- 1963: Der Mustergatte (TV)
- 1963: Das Hemd des Glücklichen (TV)
- 1963: Der Bockerer (TV)
- 1963: Der Bauer als Millionär (TV)